# Coryphopteris hubrechtensis
Coryphopteris hubrechtensis är en kärrbräkenväxtart som beskrevs av Holtt. Coryphopteris hubrechtensis ingår i släktet Coryphopteris och familjen Thelypteridaceae. Inga underarter finns listade.